# Romilly-sur-Andelle

Romilly-sur-Andelle este o comună în departamentul Eure, Franța. În 1 ianuarie 2022 avea o populație de 3.227 de locuitori.